# Ectima
Ectima es un género de lepidópteros de la familia Nymphalidae. Es originario de América.

## Especies
Contiene las siguientes especies:
- Ectima erycinoides
- Ectima iona
- Ectima lirides
- Ectima thecla